# Pierre Antoine Baudouin
Pierre Antoine Baudouin, född 1723 och död 1769, var en fransk konstnär, lärjunge och senare måg till François Boucher.
I lärarens stil har Bauduin utfört bibelillustrationer och madonnabilder. Baudouin är mest känd för sina gouacher i litet format utställda under 1760-talet, genrestycken, mestadels interiörer, där Baudoun skildrade dramatiskt tillspetsade situationer inom äktenskapet eller inom den galanta världens alla miljöer. Baudouins gouacher graverades av samtidens skickligaste kopparstickare som Jean-Michel Moreau le Jeune, Nicolas de Launay med flera.